# Leopold Pötsch
Leopold Pötsch (* 18. November 1853 in St. Andrä im Lavanttal; † 16. Oktober 1942 ebenda) war Geschichtslehrer an der Realschule zu Linz und Lehrer von Adolf Hitler.

## Leben
Pötsch studierte an den Universitäten Graz und Wien, lehrte danach an der K. k. Staats-Unter-Realschule in Graz und wurde mit dem Schuljahr 1890/91 Lehrer an der K. k. Staats-Ober-Realschule in Linz, wo er auch als Bibliothekar der Schülerbibliothek tätig war. Hier unterrichtete er zwischen 1900 und 1904 auch den Realschüler und späteren Diktator Adolf Hitler. 1905 wurde Pötsch Direktor am Linzer Lyzeum. Neben seinem Lehrberuf war er in Linz als Gemeindepolitiker des habsburgfreundlichen deutschfreiheitlichen Wahlausschusses tätig. Er war auch Obmannstellvertreter des „Schutzvereins Südmark“ und im Turnverein Jahn und im Oberösterreichischen Volksbildungsverein tätig.
Seine Vorliebe galt der Zeit der Germanen, er war von der Überlegenheit der deutschen Kultur überzeugt und vom Wilhelminischen Kaiserreich begeistert. Diese Faszination übertrug sich auch auf die Schüler. Adolf Hitler hat den Unterricht von Pötsch in seinem Buch Mein Kampf als „vielleicht bestimmend für mein ganzes späteres Leben“ bezeichnet, wobei diese Bezeichnung „wohl von nachträglichem Überschwang nicht frei“ ist.
Nach seiner Pensionierung 1919 lebte Pötsch wieder in seinem Geburtsort St. Andrä, wo er 1931 bis 1938 Mitglied der Gemeindevertretung war. Er engagierte sich allerdings beim Heimatschutz, der Kampftruppe der Christlichsozialen Partei und politischen Gegner der Nationalsozialisten.
Nach eigener Aussage erfuhr er durch Zufall, dass Hitler ihn in seinem Buch erwähnt hatte. Daraufhin nahm er Briefkontakt mit Hitler auf. Hitler antwortete ihm „überschwänglich“ und nannte ihn seinen „Lehrer, dem ich unendlich viel verdanke, ja, der mir zum Teil die Grundlage gegeben hat für den Weg, den ich inzwischen zurücklegte“.
Mitte der 1930er Jahre dürfte sich Pötschs Meinung über Hitler ins Negative gewendet haben, möglicherweise unter dem Eindruck der blutigen Ereignisse des Juliputschs 1934. So lehnte er eine Teilnahme an einer Reise von Hitlers Linzer Schulkameraden zu Hitler nach Berlin 1937 wie auch das Senden einer Fotografie ab, mit der Begründung, „da Hitler heute ein Feind Österreichs sei und er als Beamter einen Eid geleistet habe, Österreich die Treue zu halten“. Die Gauleitung Kärnten erwähnte in einem Schreiben, dass in dieser Zeit auf Pötschs Schreibtisch Bilder von Engelbert Dollfuß und Hitler gestanden hätten.
Für die Nationalsozialisten in Kärnten war er jedoch nach dem Anschluss eine Symbolfigur. 1938 berichtete der Kärntner Grenzruf über eine Sonderausgabe zu 500 Stück von Mein Kampf anlässlich seines 85. Geburtstages. 1941 wurde er Ehrenbürger seiner Heimatstadt. Beim Besuch Hitlers in Klagenfurt am 21. April 1941 kam es zu einem Treffen. Er starb im Alter von 88 Jahren, wenige Wochen vor seinem 89. Geburtstag, in seiner Geburtsstadt. Nach seinem Tod erhielt Pötsch ein Staatsbegräbnis.
Seine Witwe Rosa setzte sich im Sommer 1944, unter ausdrücklicher Berufung auf die „Beweise besonderer Hochschätzung“ Hitlers gegenüber Pötsch, vergeblich für den zum Tode verurteilten Pater Johann Steinmayr S.J. (1890–1944) ein.

## Schriften (Auswahl)
- Commodus. Leben, Regierung und Charakter, dargestellt nach den für stichhältig befundenen Angaben seiner drei Hauptbiographen des Dio Cassius, Herodian und Aelius Lampridius. Dissertation, Universität Graz, 1882 (handschriftlich)
- Beiträge zur Kritik der Kaiserbiographen Cassius Dio, Herodian, und Aelius Lampridius auf Grund ihrer Berichte über Kaiser Commodus Antoninus (Graz 1885)
- Linz und Umgebung im Dienste des erdkundlichen Anschauungsunterrichtes (in 4 Teilen: Linz 1900, 1902, 1905, 1906)

## Belege
1. ↑  Michael Holzmann: Adressbuch der Bibliotheken der Oesterreich-ungarischen Monarchie. 1900, S. 132.
2. ↑  zitiert nach Adolf Hitler: Mein Kampf. Franz Eher Verlag, München 1943, S. 10–13.
3. ↑  Joachim C. Fest: Hitler. 5. Auflage 1973, S. 62.
4. 1 2  Klösch, S. 39.
5. ↑  Eleonore Kandl: Hitlers Österreichbild. Dissertation Wien 1963, S. 38. Zitiert nach Klösch, S. 40.
6. ↑  Österr. Staatsarchiv, Archiv der Republik, Bürckel Korrespondenz, Kat., 85, Ordner 175, Schweiger, Karl. Zitiert nach Klösch, S. 40.
7. ↑  Othmar Plöckinger: Geschichte eines Buches: Adolf Hitlers „Mein Kampf“ 1922–1945. S. 189, Fußnote 106, abgerufen am 11. April 2014.
8. ↑  Vgl. Gnadengesuch von Rosa Pötsch an Adolf Hitler, zitiert in: Benedicta Maria Kempner: Priester vor Hitlers Tribunalen. 1996, ISBN 3-570-12292-1, S. 402f.
9. ↑  Josef Innerhofer: Südtiroler Blutzeugen zur Zeit des Nationalsozialismus. Athesia, 1985, ISBN 88-7014-379-1, S. 101.

| Personendaten    | Personendaten                                             |
| ---------------- | --------------------------------------------------------- |
| NAME             | Pötsch, Leopold                                           |
| KURZBESCHREIBUNG | österreichischer Realschullehrer, Lehrer von Adolf Hitler |
| GEBURTSDATUM     | 18. November 1853                                         |
| GEBURTSORT       | St. Andrä im Lavanttal                                    |
| STERBEDATUM      | 16. Oktober 1942                                          |
| STERBEORT        | St. Andrä im Lavanttal                                    |